# La granduchessa e il cameriere (film 1926)
La granduchessa e il cameriere (The Grand Duchess and the Waiter) è un film del 1926 diretto da Malcolm St. Clair, basato sull'opera teatrale La Grande Duchesse et le garçon d'étage, del 1924, di Alfred Savoir.

## Trama
Parigi, una notte di giugno. Il milionario Albert Durant, noto donnaiolo, scorge in un palco del teatro la granduchessa Zenia, esule dalla Russia rivoluzionaria, e se ne invaghisce. Questa volta pare trattarsi per lui di vero amore a prima vista. Le fa consegnare un bigliettino in cui le chiede un appuntamento. La granduchessa lo straccia con sdegno. Albert, al termine della rappresentazione, segue Zenia e appura che è stanziata in un grand hotel cittadino, del quale abita la suite reale, che occupa un intero piano dell'edificio, insieme a suo zio, suo cugino (entrambi granduchi, e tutti e tre buoni conoscenti dello zar di recente detronizzato), la sua dama di compagnia, contessa Prascovia Avaloff (con i suoi cani di razza), e una signora di servizio, Maxine.
Albert affitta la suite dell'albergo al piano sottostante quello occupato da Zenia. Per approcciarla, si finge un cameriere dell'hotel, ma, maldestro, finisce col versare della crema sulla mise della granduchessa. Prascovia – che aveva preventivamente avvertito la granduchessa che probabilmente il cameriere era innamorato di lei, cosa inammissibile fra due persone appartenenti a stati sociali così diversi – vuole metterlo alla porta, ma Zenia, evidentemente divertita dalla goffaggine di Albert, decide di ingaggiarlo come cameriere personale.
Intanto viene il momento di pagare il salatissimo costo dell'albergo, e Zenia, che da tempo non ha contatti con la patria e non può ricevere rimesse monetarie, è costretta a mettere in vendita l'ultimo dei suoi gioielli, una collana già appartenuta a Caterina la grande. Albert, nelle vesti di cameriere, è presente quando questa decisione viene presa.
Un giorno, mentre la granduchessa Zenia, mollemente adagiata sul sofà, fa finta di dormire, viene improvvisamente riportata alla realtà quando percepisce le labbra di Albert baciarle il piede. Indignata (più probabilmente facendo finta di essere indignata) lo scaccia, condannandolo alla Siberia (fosse stata in patria, la condanna avrebbe avuto effetto). Tuttavia, nonostante l'opinione di Prascovia, decide di tenerlo come servitore personale, esternando l'intenzione di umiliarlo, per punirlo per la sua impudenza.
Da allora gli fa svolgere i lavori più servili, dal lavare i cani di Prascovia, al dormire sul pavimento davanti alla porta della sua stanza. Albert accetta tutto quanto. Ma strani avvenimenti accadono. Albert si presenta davanti alla porta della granduchessa (ingelosita anche dal nascente rapporto fra Albert e Maxine) indossando una pregiata veste da notte serica, cosa piuttosto strana per un cameriere; e, in più, i portafogli di Zenia e dei suoi parenti si ritrovano a contenere il doppio del denaro originariamente contenutovi (è stato Albert ad inserirvelo). Scoperto questo fatto, Zenia minaccia di chiamare la polizia, affermando di ritenere Albert un malfattore. Albert si offre di chiamare per lei la polizia. La granduchessa recede dalla sua intenzione. E alla fine bacia Albert, del quale ha finito per essere innamorata.
I parenti la vedono in questo frangente. Scandalo. Una granduchessa ed un cameriere! Zenia, per mantenere il pregiudizio di una inevitabile divisione di classe, afferma essersi trattato solo di uno scherzo, e scaccia Albert.
In seguito, Albert ricompra la collana di Caterina la Grande, e vuole riportarla a Zenia. Ma la suite è deserta. Un biglietto della granduchessa lo informa che lei e il suo entourage hanno lasciato la città. Intanto Zenia e i parenti apprendono, da un articolo di giornale, con foto, che il loro cameriere non è altri che il milionario Albert Durant, appassionato frequentatore di ippodromi, il cui cavallo ha vinto diverse competizioni.
Albert cerca in lungo e in largo Zenia per tutta la Francia, senza riscontro. Una gara equestre, a cui il suo cavallo avrebbe partecipato, lo porta in una località di provincia. I gestori della locale taverna sono Zenia e i suoi parenti, che sono costretti ad un lavoro borghese per sopravvivere. Qui Albert reincontra la granduchessa, e i due si riuniscono in amore.

## Produzione
Il lavoro teatrale che sta alla base del film aveva debuttato a Broadway, sempre col titolo The Grand Duchess and the Waiter, il 13 ottobre 1925, con Elsie Ferguson come protagonista.
Una copia della pellicola, conservata alla Biblioteca del Congresso, consta di 7 bobine per una lunghezza complessiva di 6314 piedi (1925 metri); altre copie sono presenti in collezioni private e alla EmGee Film Library.

## Distribuzione
The Grand Duchess and the Waiter è uscito nelle sale cinematografiche statunitensi il 21 febbraio 1926 (con un'anteprima riservata alla stampa, avvenuta a New York l'8 febbraio). È stato successivamente distribuito nel Regno Unito (dove è uscito il 4 ottobre 1926), in Danimarca (5 novembre 1926), in Finlandia (2 maggio 1927), e in Portogallo (13 febbraio 1928)
Il film è stato edito in VHS. La "Grapevine Video" ne ha curato l'edizione in DVD, corredando il film di una colonna sonora di David Knudtson.

## Accoglienza
Il critico Mordaunt Hall, sul New York Times del 9 febbraio 1926, scriveva: "La trasposizione cinematografica della commedia di Alfred Savoir The Grand Duchess and the Waiter, che brilla per l'assenza, in essa, di momenti deboli, offre un brillante divertimento. Decisamente azzeccata è l'idea di avere Adolphe Menjou come protagonista maschile e Florence Vidor nei panni della duchessa. (…) La signora Vidor, nel ruolo dell'affascinante nobile russa, ha una recitazione agile e fluttuante, e, con il suo vestito lungo di velluto scuro fa pensare che l'immagine della granduchessa si sia formata guardando una vecchia stampa. (…) Il signor Menjou in molte scene supera se stesso. Gli basta inarcare un sopracciglio per suscitare scrosci di risa."
Su Film Daily del 21 febbraio 1926 si legge: "Florence Vidor offre probabilmente la sua migliore prestazione sul grande schermo, ed interpreta con efficacia la parte della granduchessa. Ha una raffinatezza e una dignità che poche donne, sullo schermo, posseggono. (…) Una gemma dell'intrattenimento."
"Una pillola di grande effetto che non migliorerà la vostra mente", si legge su Photoplay dell'aprile del 1926, "non vi aiuterà a tenervi stretto il marito o a pagare il mutuo. Ma, se appartenete a quella categoria di persone che trovano un sopracciglio arcuato più stimolante del sollevarsi del seno in un respiro, allora sicuramente vi piacerà. E' amore nell'alta società, con uno charme gentile ed esilarante come lo sbocciare della primavera. (…) È presente il lato più divertente della sofisticatezza e del sesso. Ma il materiale è trattato con tale ingegnosità che il film è adatto a tutti, dalla nonna al bambino piccolo."

## Versioni alternative/Particolarità
Nel 1928 la Paramount Pictures ha prodotto un'altra versione filmica della commedia di Alfred Savoir: La donna e la tigre (His Tiger Lady), diretto da Hobart Henley. Nel 1934 Frank Tuttle ha diretto un'ulteriore versione del lavoro teatrale, in forma di musical: Here Is My Heart, con Bing Crosby.
Il film promozionale della Paramount The House That Shadows Built, del 1931, con i fratelli Marx, contiene scene di The Grand Duchess and the Waiter.